# Горец (мультсериал)
Горец (англ. Highlander — The Animated Series) — мультсериал совместного франко-канадского производства. Премьера состоялась 18 сентября 1994 года. Сюжет разворачивается в постапокалиптическом будущем вселенной Горца и является свободным спин-оффом к одноимённому фильму. Производством занималась французская киностудия Gaumont, права на распространение изначально приобрела компания Bohbot Entertainment (сейчас — Bohbot Kids Network).

## Сюжет
Действие разворачивается в фантастическом постапокалиптическом будущем. Почти всё население Земли уничтожила глобальная катастрофа, когда планета столкнулась с метеоритом. После катастрофы Коннор МакЛауд, главный герой оригинального фильма, и другие бессмертные прекращают Игру, победителю которой должен был достаться Приз. Вместо этого бессмертные приносят Клятву: сосуществовать мирно, хранить знания людей и помогать человечеству. Они больше не используют мечи, чтобы сражаться, и с этого момента называются отказавшиеся (в оригинале Jettators, от французского «jette» — «отказаться»).
Но один бессмертный, Кортан, отказывается принести Клятву. Он всё ещё желает получить Приз, а теперь, когда другие бессмертные не могут ему помешать, хочет подчинить весь мир. Коннор вызывает Кортана на поединок, проигрывает ему и погибает, как суждено любому, кто нарушит Клятву. Однако после гибели Коннора пророчат появление нового бессмертного, который не связан Клятвой и поэтому победит Кортана. Неподвластный отказавшимся и почти неуязвимый для смертных, Кортан завоёвывает большую часть мира и превращает Землю в свою империю со столицей в крепости Могонда.
Спустя семь веков юный горец по имени Квентин погибает в бою, пытаясь защитить свой клан, Данди, от присланных Кортаном охотников за рабами. Квентин и есть бессмертный, чьё появление предсказали семь веков назад. Он возвращается к жизни, а его умирающая мать рассказывает ему, что он Квентин МакЛауд, «последний из рода МакЛаудов»,а не Данди. Квентин встречает бессмертного по имени Дон Винченте Марино Рамирес, который становится его наставником. Рамирес рассказывает Квентину о других бессмертных и о пророчестве, согласно которому юноша должен бросить вызов Кортану, после чего начинает учить его сражаться.
В сопровождении Рамиреса, сводной сестры Клайд и их питомца  Дружка Квентин разыскивает отказавшихся, чтобы те передали ему благословение и знания. Но не через обезглавливание, как было во время Игры, а добровольно. В это время Квентин и другой бессмертный держатся за один и тот же меч, хотя порой это сопровождается такими же разрушительными явлениями вроде молний, как в оригинальном фильме. После этого отказавшийся становится смертным, часто его (или её) меч разрушается, что подчёркивает это изменение. Мудрость Рамиреса и знания других бессмертных дают Квентину шанс победить Кортана.

## Проблематика
Хотя мультсериал позиционировали как семейный или детский, ход сюжета оказался на удивление жёстким и неоднозначным. Так, несколько раз второстепенные персонажи погибают в бою или по другим причинам. В то время как Квентин получает силу и знания бессмертных без их гибели, Кортан делает это, как и во время Игры, через обезглавливание. И хотя в каждой серии можно понять, кто положительный персонаж, а кто отрицательный, многие из них — больше, чем «чёрно-белые» герои и злодеи. Показано, что у многих прислужников Кортана есть положительные чувства и устремления (например,генерал Арак, убийца матери Квентина,однако,выходец из Тюремного Народа и горячо любит своих обездоленных соплеменников , не имеющих даже имён, только номера,  а Чиновница Валька влюблена  в главу Чиновников Асклепия и способна на самопожертовование ради него). В то же время сам Квентин иногда проявляет жадность и эгоизм, особенно когда его искушают сила и власть. В некоторых эпизодах отказавшиеся пытаются найти лазейку в Клятве и всё-таки бросить вызов Кортану. Например, Мацуда построил киборга, чтобы тот сражался вместо него; а Корнелл сменил имя на Орион, чтобы получить возможность сражаться с Кортаном.

## Главные герои
- Квентин МакЛауд (Quentin MacLeod). Основной персонаж во всех сериях. Вырос в клане Данди, был убит Араком и впоследствии воскрес уже как бессмертный, когда Кортан пытался увести Данди  в рабство. Обычно использует в бою меч, который принадлежал Коннору МакЛауду, но также неплохо управляется с бумерангом.
- Дон Винченце Марино Рамирес (Don Vincente Marino Ramírez). Бессмертный, миссия которого — воспитывать Квентина, а также следить, чтобы другие бессмертные не нарушали Клятву. Учит Квентина искусству боя, философии, истории. Во многих сериях есть воспоминания из многовековой жизни Рамиреса.
- Клайд из Данди (Clyde of the Dundee). Младшая сводная сестра Квентина. Часто попадает в беду, хотя иногда отвлекает внимание врагов на себя. Обожает поучать Квентина и Рамиреса - последнее вообще очень забавно, учитывая гигантскую разницу в возрасте.
- Сара МакЛауд (Sarah MacLeod). Потомок Дункана МакЛауда по линии сестры, родственница Квентина с огненно-рыжими волосами и таким же огненным характером. Появляется в нескольких сериях во время путешествий Квентина, помогает своему родственнику до и после сражений.
- Дружок (Gaul). Питомец Клайд, гран — гибрид обезьяны и собаки. И Клайд, и Квентин оберегают его. Как и все граны, очень сообразителен, так что иногда приходит на помощь героям в опасной ситуации.Сумел найти ключик к сердцам диких гранов,сперва презиравших его как "прихлебателя людей",и даже составил пару с дочкой вожака!

## Список серий

### Первый сезон
- 01 — Последний из МакЛаудов (The Last of the MacLeods)
- 02 — Вкус предательства (A Taste Of Betrayal)
- 03 — Последнее оружие (The Last Weapon)
- 04 — Мелвин Великолепный (Melvyn The Magnificent)
- 05 — Звуки битвы (The Sound Of Madness)
- 06 — Летающая деревня (The Suspended Village)
- 07 — Бегство (Exodus)
- 08 — Обречённые (The Cursed)
- 09 — Уроки истории (The History Lesson)
- 10 — Долина растений-людоедов (The Valley Of The Thorn Pods)
- 11 — Радиация (Fallout)
- 12 — Мужество (The Courage Of Love)
- 13 — Установка (The Setup)

### Второй сезон
- 14 — Меч зла (The Sword Of Evil)
- 15 — Небесное око (The Eye Of Heaven)
- 16 — Цена свободы (The Price Of Freedom)
- 17 — Сокровище песков (The Treasure In The Sand)
- 18 — Орейн (Orane)
- 19 — Секретная тюрьма (The Secret Prison)
- 20 — Точная копия (Dead Ringer)
- 21 — Царствование Ориона (Orion’s Reign)
- 22 — Ярость урагана (Rage Of The Hurricane)
- 23 — Забвение (Oblivion)
- 24 — Господин на один день (Lord For A Day)
- 25 — Осада Дандии (The Siege Of The Dundees)
- 26 — Кровь моего врага (The Blood Of My Enemy)
- 27 — Валька (Valka)
- 28 — Бессмертный из космоса (The Survivors From Outer Space)
- 29 — Муравьиный царь (King Of The Ants)
- 30 — Долина орлов (Eagle Valley)
- 31 — Остров Грана (Isle Of Grans)
- 32 — Месть Шантитауна (The Revenge Of The Shantytown)
- 33 — Фокус со светом (Trick Of The Light)
- 34 — Дубль (The Double)
- 35 — Культ бессмертных (Cult Of The Immortal)
- 36 — Игра с огнём (Playing With Fire)
- 37 — Трюки с сознанием (Tricks Of The Mind)
- 38 — Мацуда (Matsuda)
- 39 — Жители льдов (Ice Dwellers)
- 40 — Отсчёт (Countdown)